# 663468 Liaochichun
663468 Liaochichun è un asteroide della fascia principale interna. Scoperto nel 2007, presenta un'orbita caratterizzata da un semiasse maggiore pari a 2,359610 UA e da un'eccentricità di 0,265982, inclinata di 7,620287° rispetto all'eclittica.
È dedicato a Liao Chi-Chun, pittore e scultore taiwanese.